# Igreja Ortodoxa Etíope
Igreja Ortodoxa Etíope (amárico:  የኢትዮጵያ:ኦርቶዶክስ:ተዋሕዶ:ቤተ:ክርስቲያን), oficialmente Igreja Ortodoxa Etíope Tewahedo (amárico:  የኢትዮጵያ ኦርቶዶክስ ተዋሕዶ ቤተ ክርስቲያን, transl. Yäityop'ya ortodoks täwahedo bétäkrestyan) é uma Igreja cristã oriental ortodoxa, Igreja nacional da Etiópia, que fez parte da Igreja Ortodoxa Copta até 1959, quando recebeu o direito de ter seu próprio patriarca pelo Papa Ortodoxo Copta de Alexandria e Patriarca de Toda a África, Papa Cirilo VI. Assim sendo, a Igreja Etíope Tewahedo é atualmente uma Igreja autocéfala independente da Igreja Copta. Faz o uso do  gueês e do rito alexandrino.
Uma das poucas Igrejas cristãs pré-coloniais da África subsariana, possui cerca de 40 milhões de membros atualmente (45 milhões, segundo o patriarca), principalmente na própria Etiópia, o que faz dela a maior de todas as Igrejas ortodoxas orientais em número de fiéis. Atualmente, a Igreja Ortodoxa Etíope é governada pelo Abuna Matias, juntamente com o seu Sínodo. Esta Igreja oriental utiliza a língua amárica, a língua gueês e a língua inglesa na sua liturgia.
Embora atualmente as Igrejas copta e etíope serem independentes uma da outra, elas estão ainda em comunhão total. Por isso, a Igreja Ortodoxa Etíope reconhece a supremacia honorária do Papa de Alexandria e, consequentemente, a necessidade do seu patriarca, antes da sua entronização, de receber a aprovação do Sínodo da Igreja Ortodoxa Copta, que é a Igreja-Mãe da Igreja Ortodoxa Etíope.

## Nome
Tewahedo (gueês: ተዋሕዶ; transl. tawāhidō; pronúncia moderna tewāhidō) é uma palavra gueês que significa "que foi transformado em um", ou "unificado"; é cognata à tawhid, que significa "monoteísmo". O termo se refere à crença monofisista numa única e unificada Natureza de Cristo, ou seja, que uma união completa e natural das Naturezas Divina e Humana em Um é autoevidente, de maneira a alcançar a salvação divina da humanidade, em oposição à crença nas "duas Naturezas de Cristo" (a chamada União Hipostática, onde as Naturezas Humana e Divina não estão misturadas, porém também não estão separadas), promovida pelas atuais Igrejas Católica e Ortodoxa. De acordo com o artigo sobre o Henótico na Enciclopédia Católica, os patriarcas de Alexandria, Antioquia e Jerusalém, entre tantos outros, recusaram-se a aceitar a doutrina das "duas naturezas", decretada pelo Imperador Bizantino Marciano no Concílio de Calcedônia, em 451, separando-as assim da Igreja Católica e da Ortodoxa — que vieram a se separar uma da outra no Grande Cisma de 1054.
As Igrejas ortodoxas orientais incluem hoje em dia a Igreja Ortodoxa Copta, a Igreja Apostólica Armênia, a Igreja Ortodoxa Siríaca, a Igreja Ortodoxa Malankara (da Índia), a Igreja Ortodoxa Etíope e a Igreja Ortodoxa Eritreia. O nome geralmente aceito hoje para estas Igrejas é "Igrejas Ortodoxas Orientais", mas historicamente, por não aceitarem a definição do Concílio de Calcedônia, eram conhecidas como Igrejas não calcedonianas, pré-calcedonianas, anticalcedonianas, monofisistas, antigas orientais ou orientais menores. No entanto, as Igrejas eritreia e etíope se descrevem como miafisistas, "uma natureza unida", tradução da palavra Tewahedo.

## História

### Origens

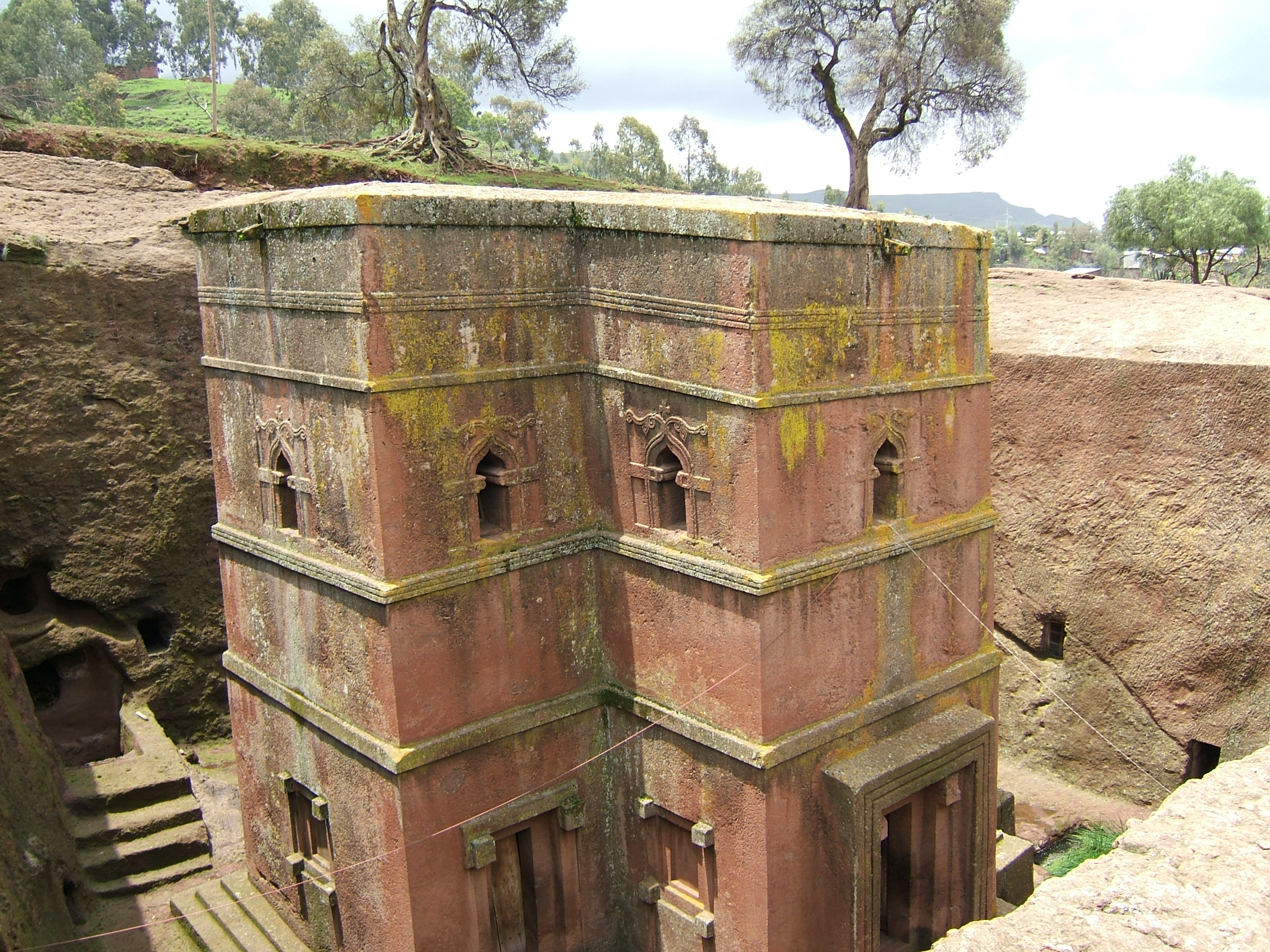
Igreja de São Jorge, um templo monolítico em Lalibela.

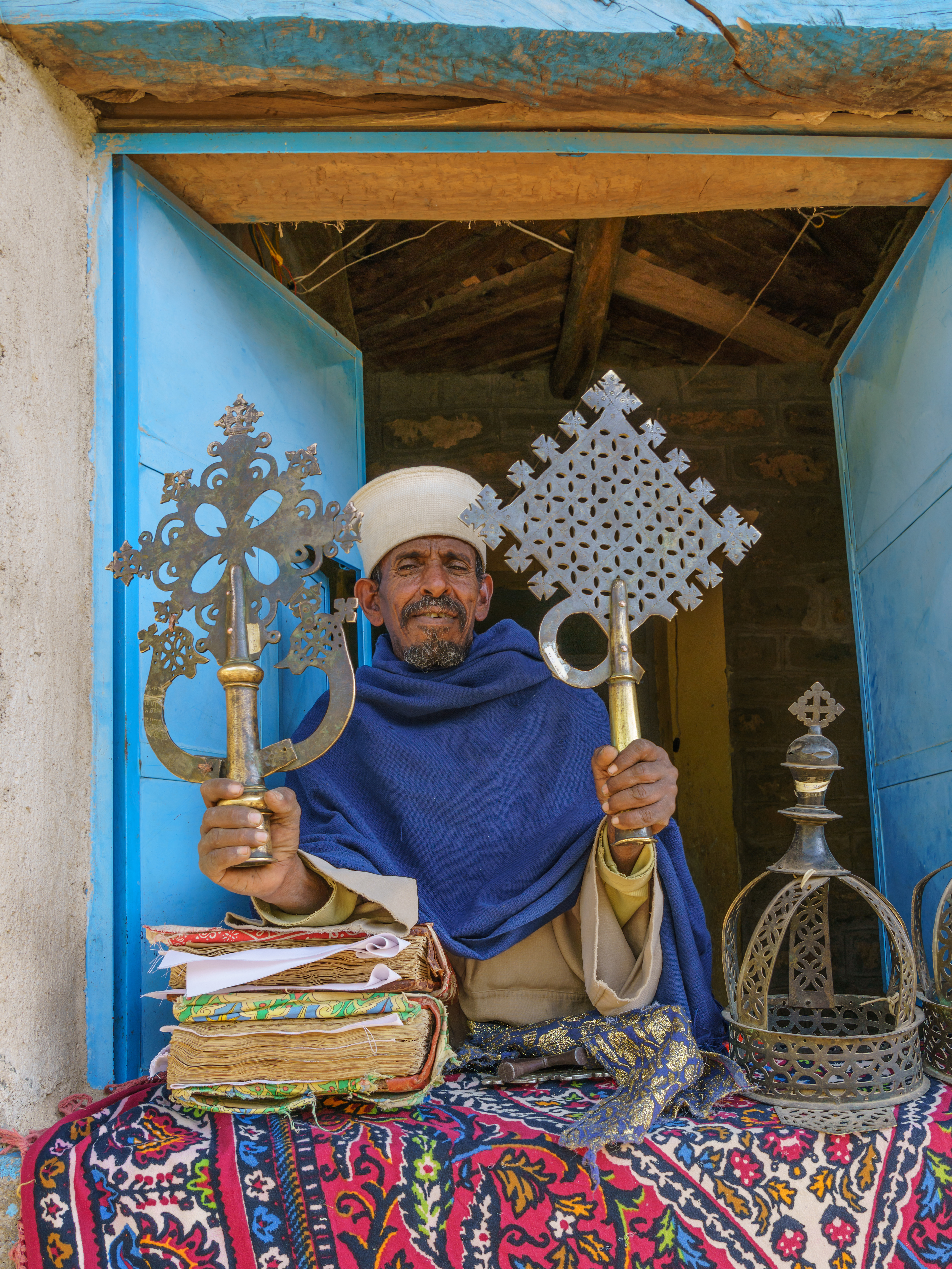
Um sacerdote ortodoxo etíope.

A Igreja etíope afirma que suas primeiras origens estão no funcionário real batizado por Filipe, o Evangelista (Atos dos Apóstolos, capítulo 8):
"E levantou-se, e foi; e eis que um homem etíope, eunuco, mordomo-mor de Candace, rainha dos etíopes, o qual era superintendente de todos os seus tesouros, e tinha ido a Jerusalém para adoração, [...] E mandou parar o carro, e desceram ambos à água, tanto Filipe como o eunuco, e o batizou.

A passagem prossegue, explicando como Filipe ajudou o tesoureiro etíope a compreender a passagem do Livro de Isaías que ele estava lendo, após o qual  o africano pediu para ser batizado por ele, o que Filipe fez. A versão etíope deste versículo menciona Hendeke (ህንደኬ); a Rainha Gersamot Hendeke VII foi rainha da Etiópia de 42 a 52.

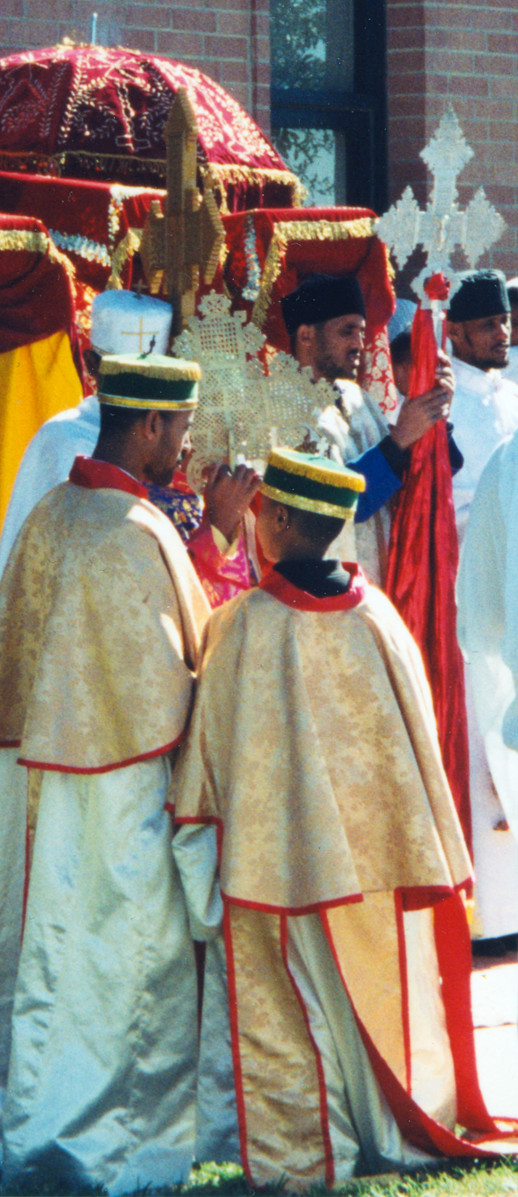
Clérigos etíopes durante a procissão de São Miguel.

O Cristianismo tornou-se a religião nacional do Reino de Axum etíope, sob o domínio do Rei Ezana, no século IV, através dos esforços de São Frumêncio, um habitante grego da Síria, conhecido na Etiópia como Abuna Selama, Quesaté Birã ("Pai da Paz, Revelador da Luz"). Quando jovem, Frumêncio naufragou com seu irmão Edésio na costa da Eritreia. Os irmãos conseguiram ser levados à corte real, onde acabaram por atingir cargos de influência e converter o imperador Ezana ao cristianismo, batizando-o. Ezana mandou Frumêncio a Alexandria, para pedir ao patriarca, Santo Atanásio, que designasse um bispo para a Etiópia. Atanásio apontou o próprio Frumêncio para o cargo, que, após retornar ao país como bispo da Etiópia adotou o nome de Abuna (Selama).
A partir de então, até o ano de 1959, o Papa de Alexandria, como Patriarca de Toda a África, sempre indicou um egípcio (copta) para ser Abuna, ou Arcebispo da Igreja etíope. Em 1959, a Igreja etíope obteve finalmente o direito de ter o seu próprio patriarca, tornando-se assim autocéfala e independente da Igreja Ortodoxa Copta.
No ano seguinte à independência da Eritreia (que foi anteriormente ocupada pela Etiópia), ocorrida em 1993, a Igreja Ortodoxa Copta indicou um arcebispo para a Igreja Ortodoxa Eritreia, que obteve também sua autocefalia em 1998, com a consagração do o primeiro patriarca para o país. Apesar de serem autocéfalas em relação à Igreja copta, as Igrejas etíope e eritreia ainda reconhecem a supremacia honorária do Papa de Alexandria, e, consequentemente, ainda têm seus respectivos patriarcas, antes de sua entronização, necessariamente aprovados pelo sínodo da Igreja copta, que é a Igreja-Mãe das igrejas etíope e eritreia.

## Tradições

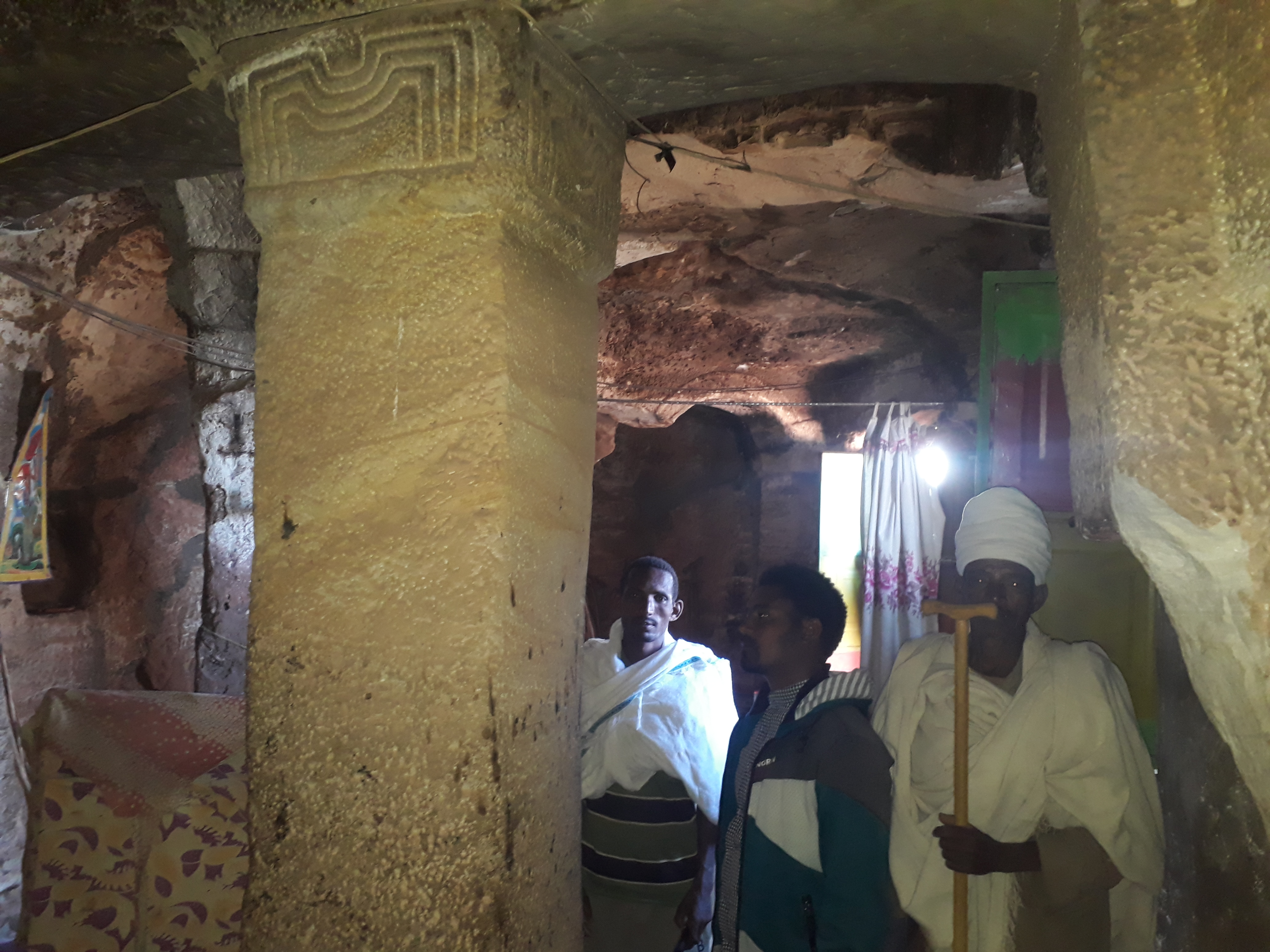
Dentro da igreja rochosa da vila de Debre Sema'it.

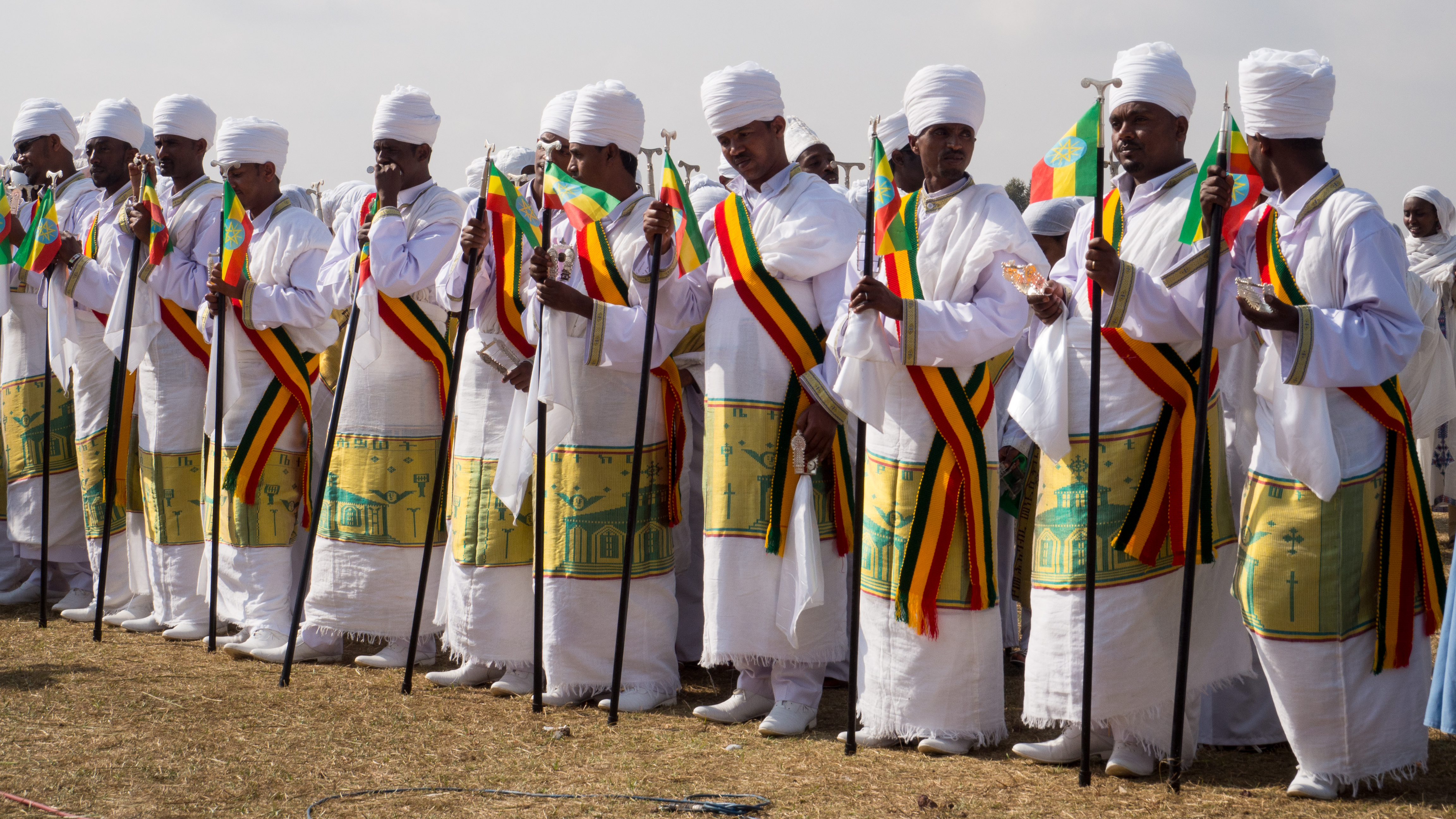
Padres ortodoxos etíopes dançando durante a celebração de Timkat (2015).

A fé e a prática dos cristãos ortodoxos etíopes incluem elementos do cristianismo miafisita, tal como se desenvolveu na Etiópia ao longo dos séculos. As crenças cristãs incluem a crença em Deus (em ge'ez/amárico, ′Egziabeher, lit. "Senhor do Universo"), a veneração da Virgem Maria, dos anjos e dos santos, entre outras. De acordo com a própria Igreja Ortodoxa Etíope, não há elementos não-cristãos na religião além dos do Antigo Testamento, ou Həggä 'Orät (ሕገ ኦሪት), aos quais são acrescentados os do Novo Testamento, ou Həggä Wongel (ሕገ ወንጌል). Uma hierarquia de K'ədusan ቅዱሳን (mensageiros angélicos e santos) transmite as orações dos fiéis a Deus e executa a vontade divina, então quando um cristão etíope está em dificuldade, ele ou ela apela a eles bem como a Deus. Em rituais mais formais e regulares, os padres se comunicam em nome da comunidade, e somente os padres podem entrar no santuário interno da igreja geralmente circular ou octogonal onde o tabot ("arca") dedicado ao santo padroeiro da igreja está alojado. Em feriados religiosos importantes, o tabot é carregado na cabeça de um padre e escoltado em procissão para fora da igreja. É o tabot, não a igreja, que é consagrado. Em muitos serviços, a maioria dos membros da paróquia permanece no anel externo, onde as debteras cantam hinos e dançam.

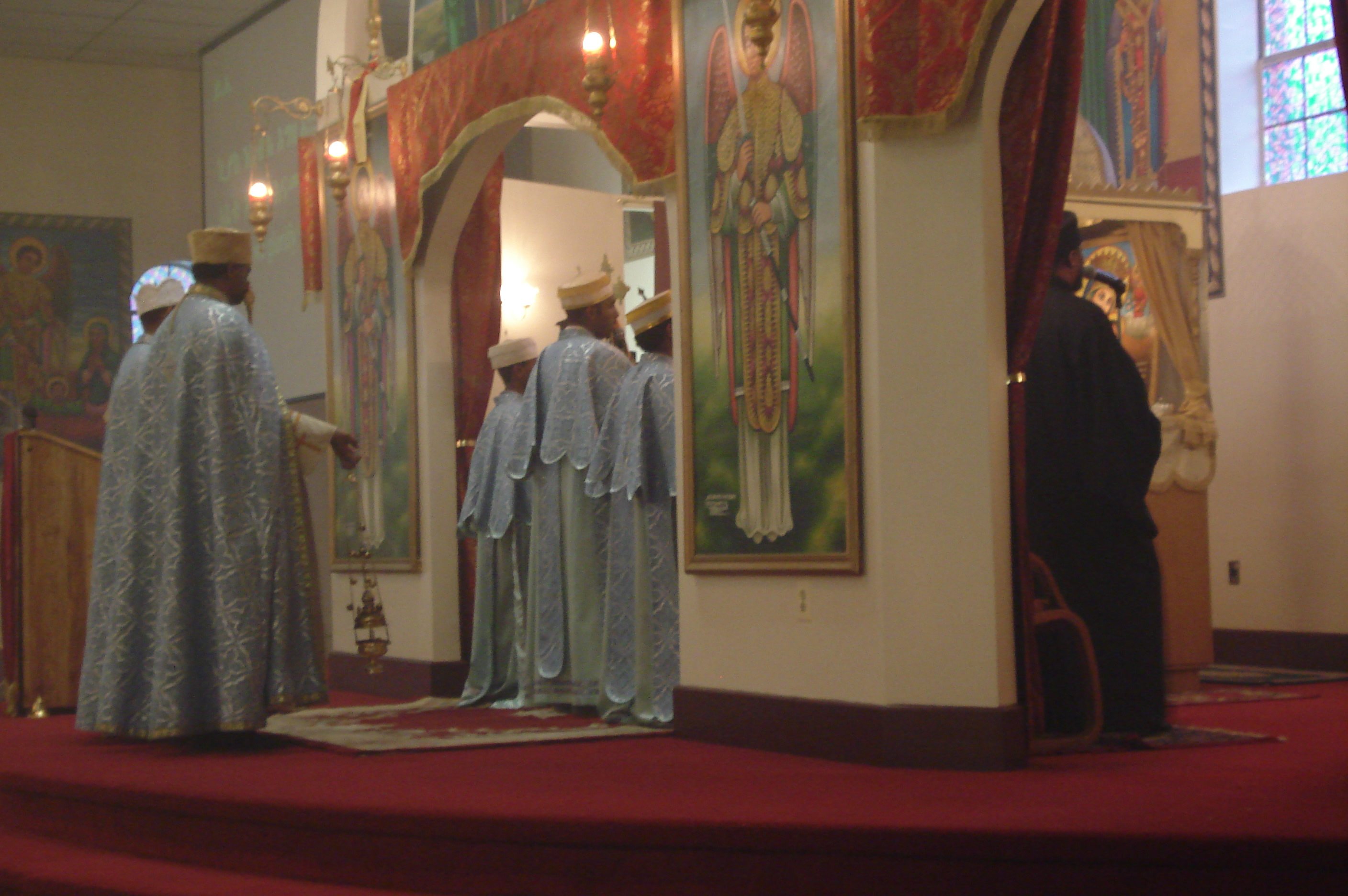
Padres e diáconos conduzindo um serviço litúrgico na Catedral Ortodoxa Etíope Debre Meheret Kedus Michael, Washington, DC, EUA.

A Eucaristia é dada apenas àqueles que se sentem puros, jejuam regularmente e, em geral, se comportam adequadamente. Na prática, a comunhão é limitada principalmente a crianças pequenas e idosos; aqueles que estão em idade sexualmente ativa ou que têm desejos sexuais geralmente não recebem a Eucaristia. Os adoradores que recebem a comunhão podem entrar no anel central da igreja para fazê-lo.
Os fieis ortodoxos etíopes são trinitários estritos, mantendo o ensinamento ortodoxo de que Deus está unido em três pessoas: Pai, Filho e Espírito Santo. Este conceito é conhecido como səllase (ሥላሴ), ge'ez para "Trindade".
Os serviços diários constituem apenas uma pequena parte da observância religiosa de um cristão ortodoxo etíope. Vários dias santos exigem serviços prolongados, canto e dança, e banquetes.

### Dias de jejum
Um requisito religioso importante, no entanto, é a observância de dias de jejum, durante os quais os adeptos se abstêm de consumir carne e produtos animais e se abstêm de atividade sexual.
Todos os fieis devotos devem manter o programa de jejum completo, incluindo pelo menos 250 dias por ano outras formas de jejum escolhidas puramente individualmente pelos fiéis:
1. Hudadi ou Abiye Tsome (Quaresma) rápido, 56 dias.[24]
2. Jejum dos Apóstolos, 10-40 dias, que os Apóstolos mantiveram após receberem o Espírito Santo. Começa depois de Pentecostes.
3. O jejum de Tsome Dihnet, que acontece na quarta-feira em comemoração à conspiração organizada para matar Jesus Cristo por Caifás e membros da casa do sumo sacerdote e na sexta-feira em comemoração à crucificação de Jesus Cristo (começa na quarta-feira, depois do Pentecostes e se estende até às Páscoa, ou seja, todas as quartas e sextas-feiras, exceto 50 dias após a Páscoa).[18]
4. O jejum de Maria Assunta, 16 dias.
5. Jejum antes do Natal, 40 dias (antes do Advento). Começa com Sibket em 15 Hedar e termina na véspera de Natal com a festa de Genna e em 29 Tahsas e 28 se o ano for bissexto.
6. O Jejum de Nínive, comemorando a pregação de Jonas. Acontece na segunda, terça e quarta-feira da terceira semana antes da Quaresma.
7. O gahad de Timkat (Epifania), jejuando na véspera da Epifania.
8. Além dos santos do dia, a maioria dos cristãos observa muitos santos do dia. Um homem pode dar uma pequena festa no dia do seu santo pessoal. A associação voluntária local (chamada maheber) ligada a cada igreja homenageia seu patrono com um serviço especial e uma festa duas ou três vezes por ano.[19]

### Exorcismo

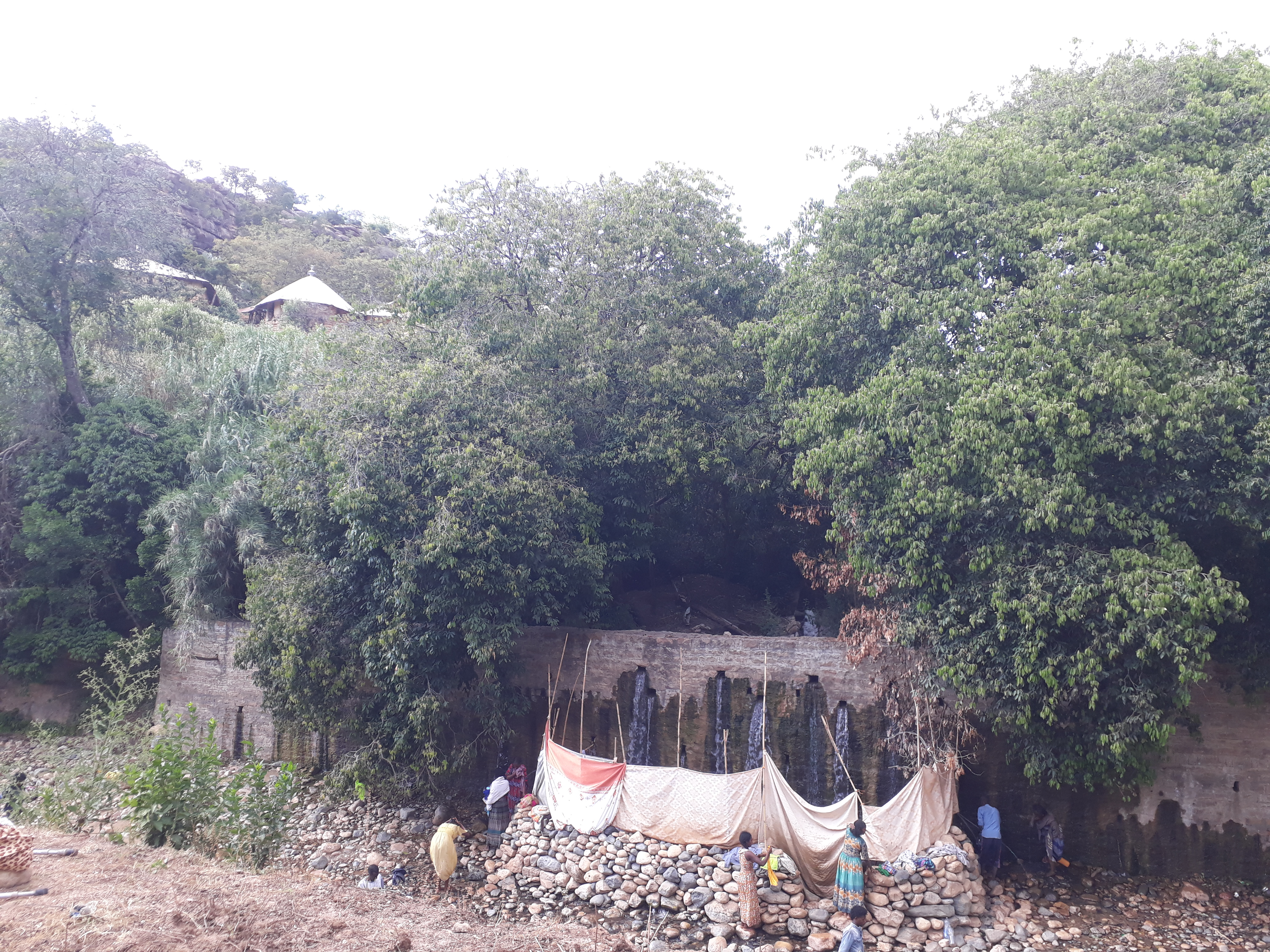
Água benta Inda Abba Hadera em Inda Sillasie.

Os padres intervêm e realizam exorcismos em nome daqueles que se acredita serem afligidos por demônios ou buda. De acordo com um estudo do Pew Research Center de 2010, 74% dos cristãos na Etiópia relatam ter experimentado ou testemunhado um exorcismo. Pessoas possuídas por demônios são levadas a uma igreja ou reunião de oração. Muitas vezes, quando uma pessoa doente não responde ao tratamento médico moderno, a aflição é atribuída a demônios. Atos incomuns ou especialmente perversos, particularmente quando realizados em público, são sintomáticos de um demoníaco. Força sobre-humana — como quebrar as amarras, conforme descrito nos relatos do Novo Testamento — juntamente com glossolalia são observados nos aflitos.  Amsalu Geleta, em um estudo de caso moderno, relata elementos que são comuns aos exorcismos cristãos etíopes:
Inclui cantar louvores e canções de vitória, ler as Escrituras, orar e confrontar o espírito em nome de Jesus. O diálogo com o espírito é outra parte importante da cerimônia de exorcismo. Ajuda o conselheiro (exorcista) a saber como o espírito estava operando na vida do endemoninhado. Os sinais e eventos mencionados pelo espírito são afirmados pela vítima após a libertação. 
O exorcismo nem sempre é bem-sucedido, e Geleta observa outro caso em que os métodos usuais não tiveram sucesso, e os demônios aparentemente deixaram o sujeito mais tarde. Em qualquer caso, "em todos os casos o espírito não é comandado em nenhum outro nome que não o nome de Jesus."

### Arca da Aliança

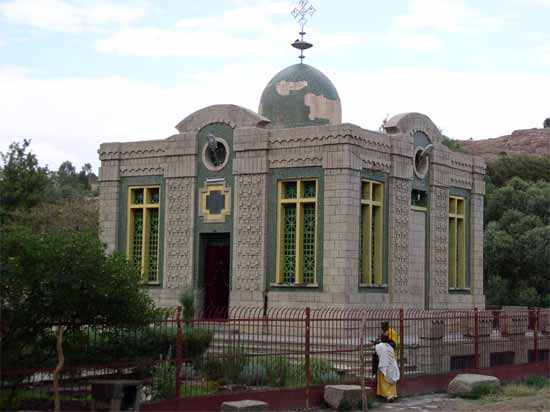
Diz-se que a capela das Tábuas da Igreja de Santa Maria de Sião abriga a Arca da Aliança original.

A Igreja etíope afirma que uma de suas igrejas, Santa Maria de Sião, hospeda a Arca da Aliança original que Moisés carregou com os israelitas durante o Êxodo. Apenas um sacerdote tem permissão para entrar no prédio onde a Arca está localizada, aparentemente devido às advertências bíblicas de perigo. Como resultado, estudiosos internacionais duvidam que a Arca original esteja realmente lá, embora um caso tenha sido apresentado por vários escritores, incluindo Graham Hancock em seu livro The Sign and the Seal. Em toda a Etiópia, as igrejas ortodoxas não são consideradas igrejas até que o bispo local lhes dê um tabot, uma réplica das tábuas da Arca da Aliança original. O tabot tem pelo menos 15 cm de lado e é feito de alabastro, mármore ou madeira (ver acácia). É sempre mantido em coberturas ornamentadas no altar. Apenas os sacerdotes podem tocar no tabot. Em uma procissão elaborada, o tabot é carregado pelo lado de fora da igreja em meio a uma música alegre no dia da festa do homônimo daquela igreja em particular. Na grande festa de T'imk'et, conhecida como Epifania ou Teofania na Europa, um grupo de igrejas envia seu tabot para celebrar a ocasião em um local comum onde uma piscina de água ou um rio podem ser encontrados.

### Semelhanças com o Judaísmo e o Islamismo

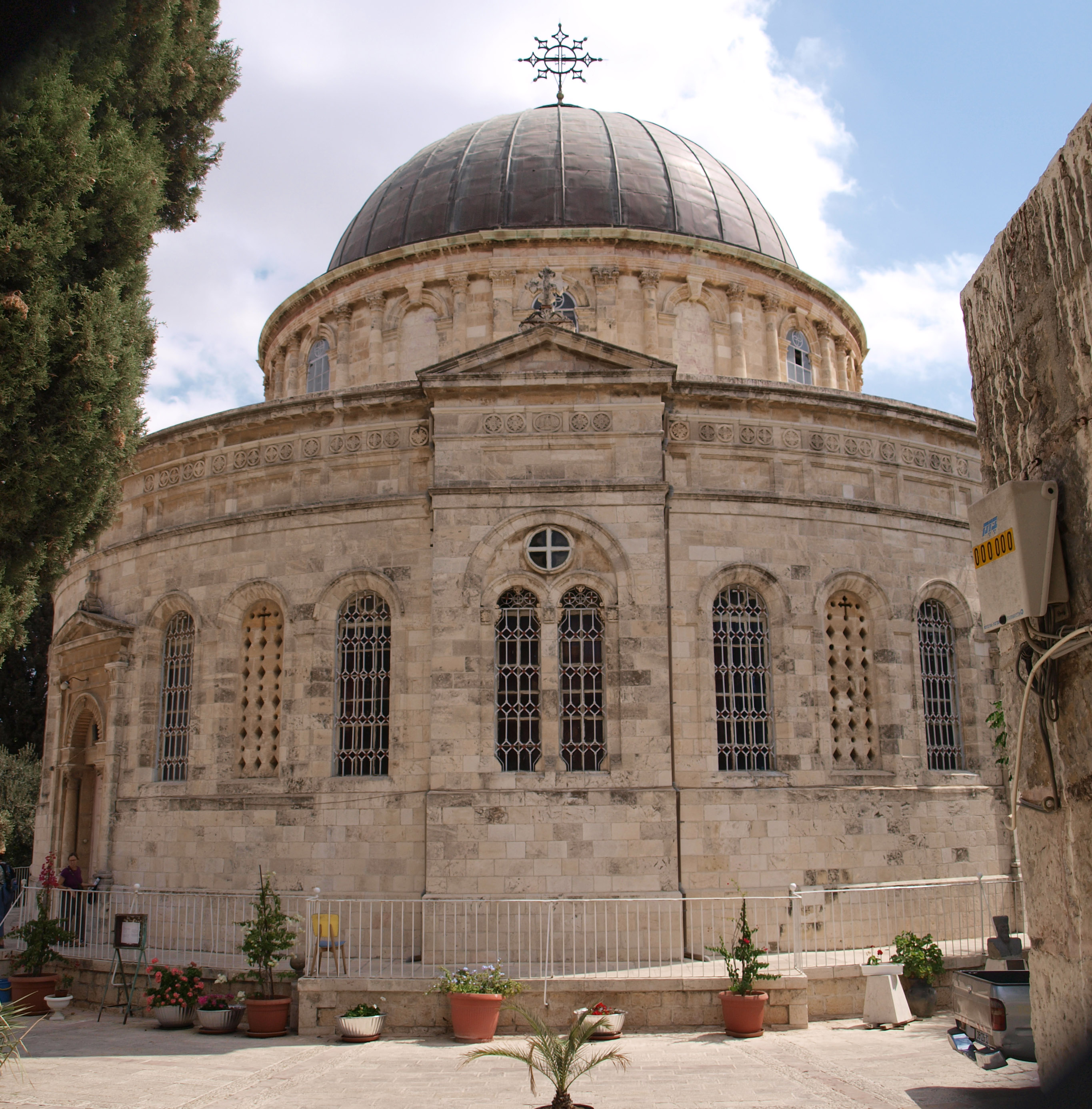
Um edifício da Basílica do Santo Sepulcro, em Jerusalém, administrada e repartida entre as Igrejas Católica Romana, Ortodoxa, Armênia, Copta, Siríaca e a Igreja Ortodoxa Etíope.

A Igreja etíope dá mais ênfase aos ensinamentos do Antigo Testamento do que se pode encontrar nas Igrejas Ortodoxas, Católica Romana ou Protestante, e seus seguidores aderem a certas práticas encontradas no Judaísmo Ortodoxo ou Conservador. Os cristãos etíopes, como alguns outros cristãos orientais, tradicionalmente seguem regras dietéticas semelhantes à cashrut judaica, especificamente no que diz respeito ao abate de animais. Da mesma forma, a carne de porco é proibida, embora ao contrário da Kashrut rabínica, a culinária etíope mistura produtos lácteos com carne, o que por sua vez a torna ainda mais próxima das leis dietéticas Caraíta e islâmica (Halal). As mulheres são proibidas de entrar no templo da Igreja durante a menstruação; eles também devem cobrir seus cabelos com um grande lenço (ou shash) enquanto estiverem na igreja, conforme descrito em 1 Coríntios, capítulo 11. Tal como acontece com as sinagogas ortodoxas, homens e mulheres sentam-se separadamente na igreja etíope, com os homens à esquerda e mulheres à direita (diante do altar). Mulheres cobrindo suas cabeças e separação dos sexos nas igrejas oficialmente é comum a algumas outras tradições cristãs; também é a regra em algumas religiões não-cristãs, entre elas o islamismo e o judaísmo ortodoxo. Os adoradores ortodoxos etíopes tiram os sapatos ao entrar no templo da igreja, de acordo com Êxodo 3: 5 (em que Moisés, ao ver a sarça ardente, recebeu a ordem de tirar os sapatos enquanto pisava em solo sagrado). Além disso, a Igreja Etíope defende o sabatismo, observando o sábado do sétimo dia (sábado), além do Dia do Senhor (domingo), embora mais ênfase, por causa da Ressurreição de Cristo, seja dada ao domingo.
A Igreja Ortodoxa Etíope clama pela circuncisão masculina, com prevalência quase universal entre os homens ortodoxos na Etiópia. A Igreja Etíope não exige a circuncisão, mas é uma prática cultural. Não é considerada necessária para a salvação. A liturgia menciona explicitamente: "não sejamos circuncidados como os judeus".
A Igreja Ortodoxa Etíope prescreve vários tipos de lavagem das mãos e tradicionalmente segue rituais semelhantes ao netilat yadayim judaico, por exemplo, depois de sair da latrina, lavatório ou casa de banho, ou antes da oração, ou depois de comer uma refeição. A Igreja Ortodoxa Etíope observa dias de purificação ritual. Pessoas que são ritualmente impuras podem se aproximar da igreja, mas não têm permissão para entrar; em vez disso, elas ficam perto da porta da igreja e rezam durante a liturgia.
Rugare Rukuni e Erna Oliver identificam os Nove Santos como cristãos judeus e atribuem o caráter judaico do cristianismo etíope, em parte, à sua influência.

### Debtera

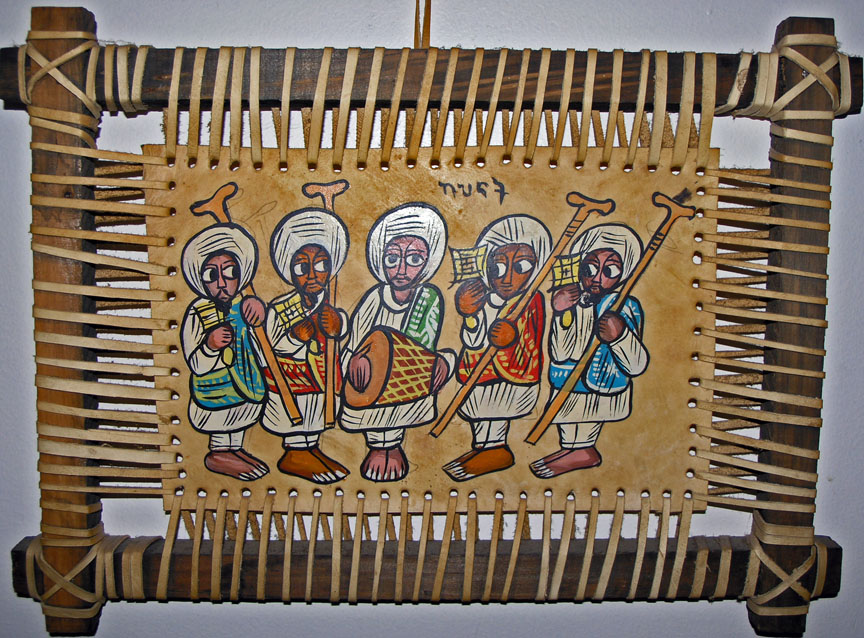
Pintura de debteras atuando.

Um debtera é uma figura sacerdotal leiga itinerante (não um membro do sacerdócio) treinada pela Igreja Etíope para funcionar principalmente como escriba ou cantor. Mas muitas vezes ele também é um curandeiro popular, que também pode funcionar em papéis comparáveis a um diácono ou exorcista. O folclore e as lendas atribuem o papel de mágico ao debtera também.

### Música
A música da Igreja Ortodoxa Etíope remonta a São Jarede, que compôs Zema ou "canto", que se dividiu em três modos: Ge'ez (dias comuns), Ezel (dias de jejum e Quaresma) e Araray (festas principais). É importante para a liturgia etíope e é dividida em quatorze anáforas, sendo o uso normal dos Doze Apóstolos. Nos tempos antigos, havia seis anáforas usadas por muitos mosteiros.

## Patriarca-Católico
Desde 1959, quando a Igreja recebeu a autocefalia de Cirilo VI, Papa da Igreja Copta Ortodoxa de Alexandria, um Patriarca-Católico da Etiópia, também com o título de Abuna, é o chefe da Igreja Ortodoxa Etíope Tewahedo. O Abuna é conhecido oficialmente como Patriarca e Católicos da Etiópia, Arcebispo de Axum e Ichege da Sé de São Tacla Haimanote. O atual chefe da Igreja Ortodoxa Etíope Tewahedo é Matias, que ascendeu a esta posição em 28 de fevereiro de 2013.

## Igreja Etíope na América do Sul
Na América Sul, a Igreja  Ortodoxa Etíope conta com a Arquidiocese do Caribe e da América Latina, com sede em Arouca (Trinidad e Tobago), liderada por Sua Graça Abuna Thaddaeus, Arcebispo do Caribe e da América Latina.